# Элефант (фильм)
«Элефант» — российский драматический фильм 2019 года, снятый режиссёром Алексеем Красовским.
Фильм рассказывает о писателе Валентине Шубине, авторе всемирно известной серии книжек о Слоне Мишке, переживающем творческий кризис и желающем уйти в забвение. Из-за конфликта с продюсерами автор сценария и режиссёр фильма Алексей Красовский потребовал убрать своё имя из титров. В главной роли: Алексей Гуськов.
Премьера фильма в России состоялась 19 сентября 2019 года.
Вышла режиссерская версия фильма на YouTube канале Алексей Красовский 20 декабря 2020 года.

## В ролях
| Актёр                        | Роль               |
| ---------------------------- | ------------------ |
| Алексей Гуськов              | Валентин Шубин     |
| Полина Агуреева              | Тося               |
| Евгения Дмитриева            | Ада                |
| Ян Цапник                    | Пекарский          |
| Фредерик Бегбедер            | Венсан, меценат    |
| Юлия Топольницкая            | медсестра          |
| Игорь Хрипунов               | грабитель          |
| Геннадий Смирнов             | кардиолог          |
| Ольга Кирсанова-Миропольская | Зинаида Валерьевна |
| Ингрид Олеринская            | Таня, дочь Шубина  |
| Владислав Шкерин             | сокамерник         |